# Hapoel Eilat B.C.
L' Hapoel Eliat B.C. è una società cestistica avente sede a Eilat, in Israele. Fondata nel 1970, gioca nel campionato israeliano.
Nel giugno 2012 si è fuso con l'Habik'a B.C..

## Roster 2021-2022
Aggiornato al 24 dicembre 2021.
|    | Naz.                                        | Ruolo | Sportivo           | Anno | Alt. | Peso | Note |
| -- | ------------------------------------------- | ----- | ------------------ | ---- | ---- | ---- | ---- |
| 1  | Stati Uniti (bandiera)                      | G     | Alex Hamilton      | 1993 | 193  | 88   |      |
| 2  | Stati Uniti (bandiera)                      | G     | Bryon Allen        | 1992 | 193  | 90   |      |
| 3  | Stati Uniti (bandiera)                      | AP    | Kristian Doolittle | 1997 | 201  | 105  |      |
| 6  | Israele (bandiera)                          | G     | Yarden Ashkenazi   | 2000 | 190  |      |      |
| 7  | Finlandia (bandiera) · Israele (bandiera)   | AG    | Miron Ruina        | 1998 | 203  | 103  |      |
| 8  | Argentina (bandiera) · Israele (bandiera)   | G     | Joaquín Szuchman   | 1995 | 191  | 86   |      |
| 10 | Israele (bandiera)                          | P     | Roi Huber          | 1997 | 188  | 86   |      |
| 11 | Israele (bandiera)                          | P     | Ido Harel          | 2003 | 186  |      |      |
| 13 | Stati Uniti (bandiera) · Israele (bandiera) | AG    | Ben Carter         | 1994 | 206  | 104  |      |
| 18 | Israele (bandiera)                          | G     | Tzuf Ben Moshe     | 1997 | 194  | 86   |      |
| 22 | Stati Uniti (bandiera)                      | GA    | Casey Prather      | 1991 | 198  | 96   |      |
| 23 | Stati Uniti (bandiera)                      | C     | Justin Patton      | 1997 | 211  | 109  |      |
| 24 | Israele (bandiera)                          | G     | Or Ashkenazi       | 2000 | 191  |      |      |

### Staff tecnico
| Allenatore: | Ariel Beit Halahmy         |
| Assistente: | Amit Levi, Valeri Gandelin |

## Cestisti
- Eric Thompson 2019-2020